# Ephydatia ramsayi
Ephydatia ramsayi är en svampdjursart som först beskrevs av William Aitcheson Haswell 1882.  Ephydatia ramsayi ingår i släktet Ephydatia och familjen Spongillidae. Inga underarter finns listade i Catalogue of Life.